# پیتر هیوز
پیتر هیوز (انگلیسی: Peter Hughes؛ ‏ ۲۰ مهٔ ۱۹۲۲ – ۵ فوریهٔ ۲۰۱۹) بازیگر و کارگردان فیلم اهل بریتانیا بود. وی بین سال‌های ۱۹۴۹ تا ۱۹۹۹ میلادی فعالیت می‌کرد.
از فیلم‌ها یا برنامه‌های تلویزیونی که وی در آن نقش داشته‌است می‌توان به پوآرو، گذرگاهی به هند، امید و افتخار، اویتا اشاره کرد.